# Mzimnene (Lusushwana)
Der Mzimnene ist ein kleiner Fluss in Eswatini in der Region Manzini und ein linker Nebenfluss des Lusushwana.

## Geographie
Der Mzimnene entspringt nordwestlich der Stadt Manzini. Er fließt Richtung Süd-Südost und streift dabei Manzini. Der Fluss fließt weiter der MR9 entlang, die er kurz vor seiner Mündung quert. Der Mzimnene mündet in den Lusushwana, wenige Kilometer bevor dieser wiederum in den Lusutfu mündet.